# Emiliano Estrada
Emiliano Rafael Estrada (Provincia de Salta, 12 de abril de 1986) es un economista y político argentino que actualmente se desempeña como Diputado Nacional por la Provincia de Salta. Anteriormente fue Subsecretario de Relaciones con las Provincias en el Ministerio del Interior de la Nación Argentina.

## Biografía
Emiliano Estrada es uno de los tres hijos de Silvia Yarade y Rafael Estrada, dirigente del Partido Justicialista que entre 1987 y 1991 había sido concejal en el Concejo Deliberante de la Ciudad de Salta.
Estudió en el Bachillerato Humanista, colegio en donde estudiaron otros dirigentes políticos como Gustavo Sáenz y Juan Manuel Urtubey. Luego realizó la licenciatura en economía en la Universidad Nacional de Buenos Aires.
Está casado con Mariana Ayraudo y es padre de Félix Estrada.
En el año 2017, el gobernador Juan Manuel Urtubey en un cambio de ministros importante designó a Emiliano al frente del Ministerio de Economía reemplazando a Sebastián Gomeza. Se desempeñó en el cargo durante dos años y renunció al mismo en agosto de 2019 para dedicarse de lleno a su campaña política.
Estrada sería elegido como el candidato a vicegobernador acompañando a Sergio Leavy en su intento de gobernar la provincia de Salta. Eran los precandidatos de la lista interna "Celeste y Blanca" perteneciente al Frente de Todos. En las primarias competían contra la lista "El futuro es con todos" que impulsaba a Miguel Isa como precandidato a gobernador. En las PASO la lista de Estrada lograría 163.527 votos superando al exintendente de la ciudad de Salta que obtendría 56.751. Aun así, sumando los votos del FdT no lograrían superar a Gustavo Sáenz que había obtenido 292.690 voluntades. En las elecciones generales se confirma la derrota del binomio Leavy-Estrada contra Sáenz-Marocco, sacando 377.389 votos estos últimos y 184.987 la dupla que integraba Emiliano.
Luego de haber perdido las Elecciones provinciales de Salta de 2019 Estrada sería nombrado en diciembre de 2019 como subsecretario de relaciones con las provincias, perteneciente al Ministerio del Interior comandado por Wado de Pedro.
En 2021 y luego de negociaciones entre el gobernador Gustavo Sáenz y el Frente de Todos local encabezado por el senador Sergio Leavy se logró un acuerdo en el que Emiliano Estrada encabezaría una de las dos opciones del frente para diputado nacional acompañado por la exministra de Juan Manuel Urtubey, Pamela Calletti, debiendo enfrentarse a Jorge Guaymás en las PASO para definir la candidatura del espacio de cara a las generales.
El 21 de agosto de 2021 renuncia a su cargo como subsecretario de Relaciones con las provincias del ministerio del interior para encarar la campaña de las PASO. El 24 de agosto recibiría en Salta a Wado de Pedro y a Martín Guzmán. En el acto realizado en el estadio DelMi también participaron funcionarios del gobierno de Gustavo Sáenz quien destacó las iniciativas de Estrada.
En las elecciones PASO del 2021 Estrada sería el candidato más votado tras obtener 118.629 votos siendo perseguido por Guillermo Durand Cornejo del frente Unidos por Salta. Si se tienen en cuenta los frentes y no las candidaturas individuales el Frente de Todos integrado por las listas de Estrada y Jorge Guaymás resultaría ganador frente aJuntos por el Cambio+ compuesto por las listas de Carlos Zapata, el ganador de la interna, Inés Liendo, la principal perseguidora, Héctor Chibán y Nicolás Avellaneda.
En las Elecciones legislativas de Argentina de 2021 Estrada junto a Pamela Calletti lograron 200.730 votos que alcanzaron para meter dos diputados nacionales al Congreso de la Nación Argentina en representación del Frente de Todos. Esto fue así ya que la cantidad de votos de la dupla Estrada-Calletti duplicó al tercer candidato más votado, Felipe Biella, que obtuvo 85.806 votos. 
Asumió como diputado nacional el 10 de diciembre de 2021 y es parte del bloque del Frente de Todos.  
En enero de 2023 Estrada rompe el vínculo con el gobernador Gustavo Sáenz y conforma con el dirigente Carlos Zapata y el independiente Felipe Biella un nuevo frente electoral transversal de cara a las elecciones de dicho año llamado Avancemos. Dicho armado planteaba que superaba a la grieta y que se centraban en las coincidencias y no en las diferencias, con esa lógica logró aglutinar varios dirigentes de ideologías variadas como Martín Grande, exiliado del PRO tras su pelea con Inés Liendo y Martín Pugliese, Cristina Fiore, expresidente del Partido Renovador de Salta, "Kitty" Blanco del Partido de la Cultura, la Educación y el Trabajo referenciado en Jorge Guaymás y el director del PAMI en Salta, Ignacio González. Esa conformación le valió críticas de parte del electorado kirchnerista ya que ellos sostenían haberlo votado para ponerle un freno al macrismo y no para que se alinee con ellos. Posteriormente se unió al armado el Partido de la Victoria referenciado en Sergio Leavy lo que impidió la conformación del Frente de Todos a nivel provincial.
Al término de la presentación de listas el frente fue abandonado por Jorge Guaymás, Cristina Fiore, Martín Grande, entre otros dirigentes del interior. Estrada terminó firmando como candidato a gobernador del frente siendo acompañado por Zapata como vicegobernador y Biella como candidato a intendente de la ciudad. Durante la campaña Emiliano fue criticado por hacer publicidad durante el partido de la selección argentina en su gira posterior a ser campeona del mundo.
En las elecciones generales Estrada finalmente obtuvo un total de 114.867 votos que representaron al 16% del electorado.